# Bragny-sur-Saône
Bragny-sur-Saône est une commune française située dans le département de Saône-et-Loire en région Bourgogne-Franche-Comté.

## Géographie

### Hameaux, écarts, lieux-dits
(liste non exhaustive)

### Hydrographie
La Saône passe dans la commune, formant sa limite sud. La Dheune traverse aussi Bragny et se jette dans la Saône en limite avec Allerey-sur-Saône.

### Climat
Pour des articles plus généraux, voir Climat de la Bourgogne-Franche-Comté et Climat de Saône-et-Loire.
En 2010, le climat de la commune est de type climat océanique dégradé des plaines du Centre et du Nord, selon une étude du Centre national de la recherche scientifique s'appuyant sur une série de données couvrant la période 1971-2000. En 2020, Météo-France publie une typologie des climats de la France métropolitaine dans laquelle la commune est dans une zone de transition entre le climat océanique altéré et le climat océanique altéré et est dans la région climatique Bourgogne, vallée de la Saône, caractérisée par un bon ensoleillement (1 900 h/an), un été chaud (18,5 °C), un air sec au printemps et en été et des vents faibles.
Pour la période 1971-2000, la température annuelle moyenne est de 11,1 °C, avec une amplitude thermique annuelle de 17,8 °C. Le cumul annuel moyen de précipitations est de 813 mm, avec 11,1 jours de précipitations en janvier et 7,2 jours en juillet. Pour la période 1991-2020, la température moyenne annuelle observée sur la station météorologique installée sur la commune est de 12,3 °C et le cumul annuel moyen de précipitations est de 845,9 mm. 
La température maximale relevée sur cette station est de 40,3 °C, atteinte le 24 juillet 2019 ; la température minimale est de −12,9 °C, atteinte le 5 février 2012,,.
| Mois                                  | jan.          | fév.           | mars          | avril         | mai           | juin          | jui.          | août          | sep.         | oct.          | nov.          | déc.          | année      |
| ------------------------------------- | ------------- | -------------- | ------------- | ------------- | ------------- | ------------- | ------------- | ------------- | ------------ | ------------- | ------------- | ------------- | ---------- |
| Température minimale moyenne (°C)     | 1,4           | 0,6            | 3             | 5,3           | 8,7           | 12,7          | 14,1          | 13,7          | 10,6         | 7,9           | 4,3           | 2,2           | 7          |
| Température moyenne (°C)              | 4,1           | 4,7            | 8,5           | 11,9          | 14,9          | 19,4          | 21,2          | 20,9          | 17,3         | 12,5          | 7,4           | 4,8           | 12,3       |
| Température maximale moyenne (°C)     | 6,8           | 8,8            | 14,1          | 18,5          | 21,1          | 26,1          | 28,4          | 28,1          | 24           | 17,2          | 10,6          | 7,5           | 17,6       |
| Record de froid (°C) date du record   | −9,2 26.01.17 | −12,9 05.02.12 | −5,4 16.03.13 | −3,5 02.04.20 | −0,6 06.05.19 | 5,6 12.06.11  | 6,3 30.07.15  | 6,2 26.08.18  | 2,6 26.09.18 | −4 29.10.12   | −4,2 30.11.16 | −6,2 13.12.12 | −12,9 2012 |
| Record de chaleur (°C) date du record | 15,3 30.01.13 | 20 27.02.19    | 25,4 31.03.21 | 29,1 21.04.18 | 31,6 27.05.17 | 38,6 28.06.11 | 40,3 24.07.19 | 39,6 07.08.15 | 36 14.09.20  | 28,3 02.10.11 | 21,9 07.11.15 | 16,3 23.12.12 | 40,3 2019  |
| Précipitations (mm)                   | 65,7          | 48             | 55,8          | 61,8          | 92,4          | 73,6          | 80,4          | 66,3          | 58,4         | 81,9          | 88            | 73,6          | 845,9      |

| Diagramme climatique                                  |          |           |             |             |              |              |              |            |             |           |            |
| J                                                     | F        | M         | A           | M           | J            | J            | A            | S          | O           | N         | D          |
| 6,81,465,7                                            | 8,80,648 | 14,1355,8 | 18,55,361,8 | 21,18,792,4 | 26,112,773,6 | 28,414,180,4 | 28,113,766,3 | 2410,658,4 | 17,27,981,9 | 10,64,388 | 7,52,273,6 |
| Moyennes : • Temp. maxi et mini °C • Précipitation mm |          |           |             |             |              |              |              |            |             |           |            |

Les paramètres climatiques de la commune ont été estimés pour le milieu du siècle (2041-2070) selon différents scénarios d'émission de gaz à effet de serre à partir des nouvelles projections climatiques de référence DRIAS-2020. Ils sont consultables sur un site dédié publié par Météo-France en novembre 2022.

## Urbanisme

### Typologie
Au 1er janvier 2024, Bragny-sur-Saône est catégorisée commune rurale à habitat dispersé, selon la nouvelle grille communale de densité à sept niveaux définie par l'Insee en 2022.
Elle appartient à l'unité urbaine de Verdun-sur-le-Doubs, une agglomération intra-départementale regroupant quatre  communes, dont elle est ville-centre,,. Par ailleurs la commune fait partie de l'aire d'attraction de Chalon-sur-Saône, dont elle est une commune de la couronne,. Cette aire, qui regroupe 109 communes, est catégorisée dans les aires de 50 000 à moins de 200 000 habitants,.

### Occupation des sols
L'occupation des sols de la commune, telle qu'elle ressort de la base de données européenne d’occupation biophysique des sols Corine Land Cover (CLC), est marquée par l'importance des territoires agricoles (82,3 % en 2018), une proportion sensiblement équivalente à celle de 1990 (82,8 %). La répartition détaillée en 2018 est la suivante : terres arables (45 %), zones agricoles hétérogènes (26,3 %), prairies (11 %), forêts (7,2 %), eaux continentales (5,5 %), zones urbanisées (4,9 %). L'évolution de l’occupation des sols de la commune et de ses infrastructures peut être observée sur les différentes représentations cartographiques du territoire : la carte de Cassini (XVIIIe siècle), la carte d'état-major (1820-1866) et les cartes ou photos aériennes de l'IGN pour la période actuelle (1950 à aujourd'hui).

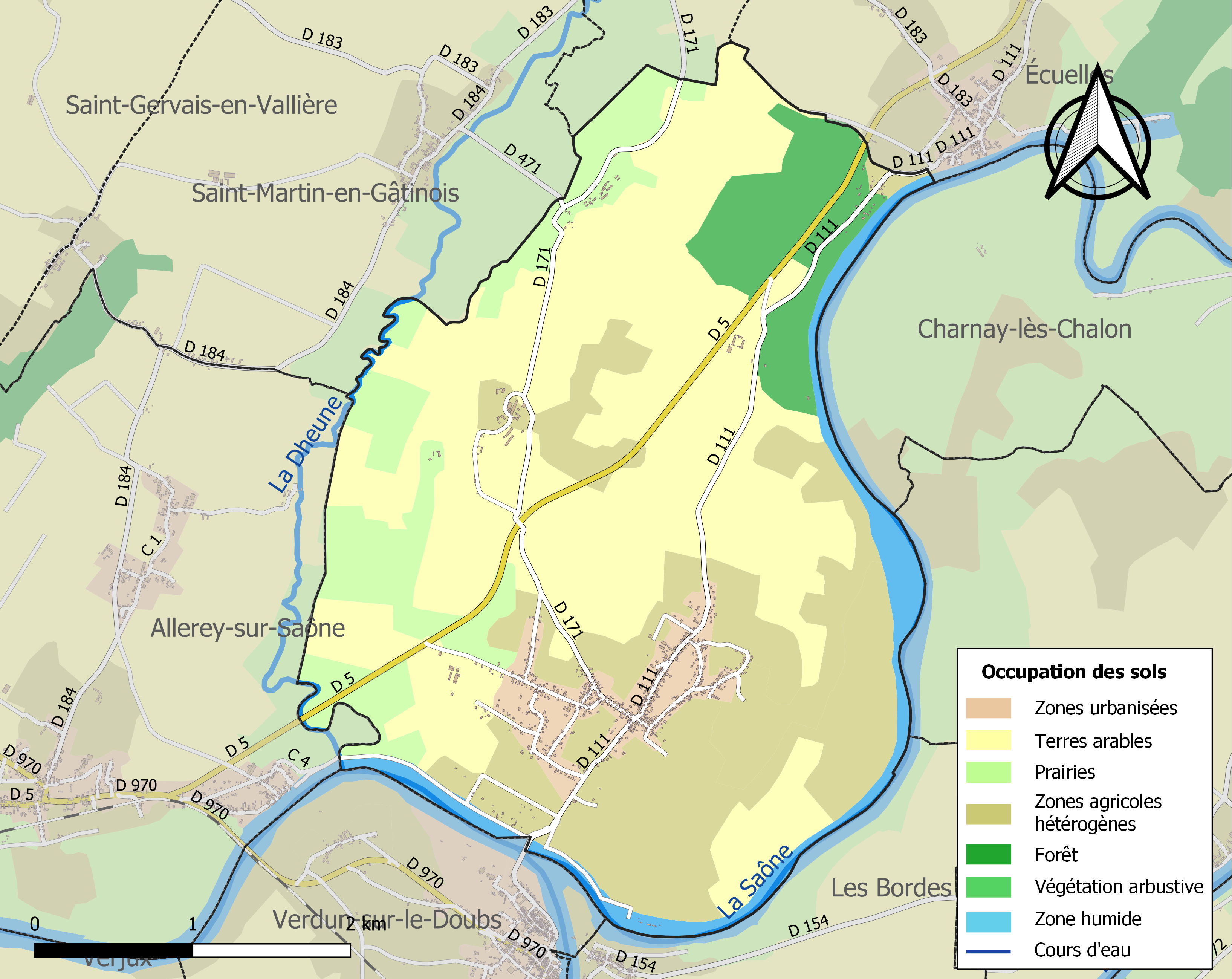
Carte des infrastructures et de l'occupation des sols de la commune en 2018 (CLC).

## Histoire
Breigny en 1273. Girard de Damas, seigneur de Bragny, décède après 1393.
En 1419, la guerre éclate entre le duc de Bourgogne, Philippe le Bon et Charles VI, à la suite de l'assassinat de son père Jean sans Peur, au Pont de Montereau. Gui de Cousan, seigneur de Bragny, suivit le parti du  Dauphin à la suite de quoi tous ses biens en Bourgogne et Charolais, furent saisis et donnés au chancelier Nicolas Rolin dont : le château de la Perrière, ceux de Lugny et du Plessis et de Bragny-lès-Verdun. À la fin de la guerre en 1435, il fut convenu par un traité que tous les biens confisqué seraient restitués. Mais par exception pour Nicolas Roplin, négociateur de ce traité il fut convenu verbalement qu'il garderait les biens lui ayant été attribués. Les héritiers s'opposèrent à cette décision par voie de justice. Nicolas Rolin habile négociateur réussit à produire des pièces délivrées en Conseil, ainsi que des lettres closes faisant injonction aux autorités de prendre la défense des intérêts du chancelier. Eustache de Lévis poursuivit la procédure, mais ne recouvra sa seigneurie de Bragny qu'en acceptant la proposition de Nicolas Rolin de marier son fils aîné à la fille de Lévis, le contrat fut conclu le 29 mars 1441 (1442) et le mariage célébré le 9 mai 1442. Dans ce château résida le grand poète de La Pléïade Pontus de Thiard.
Le château fut détruit pendant la Ligue en 1592.
20 décembre 1946 : la veuve Guépy est assassinée, après avoir été ligotée et torturée par le gang dit « des Romanis ». Nicolas Stéphan, reconnu coupable de sa mort (avec Bertrand Meyer, décédé en prison), sera guillotiné le 14 février 1952 dans l'enceinte de la prison de Chalon-sur-Saône, et sera le dernier guillotiné de Saône-et-Loire.

## Politique et administration
| Période                                  | Période   | Identité                        | Étiquette | Qualité         |
| ---------------------------------------- | --------- | ------------------------------- | --------- | --------------- |
| avant 1995                               | 1995      | Gaston Simon                    | DVD       |                 |
| juin 1995                                | mars 2008 | Monique Barault                 |           | Sans profession |
| mars 2008                                | mars 2014 | Alix Blanquinque Vaulot-Pfister |           |                 |
| mars 2014                                | en cours  | Estelle Invernizzi              |           |                 |
| Les données manquantes sont à compléter. |           |                                 |           |                 |

## Population et société

### Démographie
L'évolution du nombre d'habitants est connue à travers les recensements de la population effectués dans la commune depuis 1793. Pour les communes de moins de 10 000 habitants, une enquête de recensement portant sur toute la population est réalisée tous les cinq ans, les populations de référence des années intermédiaires étant quant à elles estimées par interpolation ou extrapolation. Pour la commune, le premier recensement exhaustif entrant dans le cadre du nouveau dispositif a été réalisé en 2007.

En 2022, la commune comptait 677 habitants, en évolution de +8,15 % par rapport à 2016 (Saône-et-Loire : −1,06 %, France hors Mayotte : +2,11 %).
| 1793 | 1800 | 1806 | 1821 | 1831 | 1836 | 1841 | 1846 | 1851 |
| ---- | ---- | ---- | ---- | ---- | ---- | ---- | ---- | ---- |
| 715  | 764  | 806  | 857  | 903  | 900  | 943  | 930  | 933  |

| 1856 | 1861 | 1866 | 1872 | 1876 | 1881 | 1886 | 1891 | 1896 |
| ---- | ---- | ---- | ---- | ---- | ---- | ---- | ---- | ---- |
| 931  | 939  | 968  | 938  | 920  | 923  | 940  | 859  | 769  |

| 1901 | 1906 | 1911 | 1921 | 1926 | 1931 | 1936 | 1946 | 1954 |
| ---- | ---- | ---- | ---- | ---- | ---- | ---- | ---- | ---- |
| 742  | 776  | 669  | 539  | 563  | 555  | 542  | 545  | 473  |

| 1962 | 1968 | 1975 | 1982 | 1990 | 1999 | 2006 | 2007 | 2012 |
| ---- | ---- | ---- | ---- | ---- | ---- | ---- | ---- | ---- |
| 436  | 452  | 422  | 447  | 467  | 464  | 560  | 574  | 586  |

| 2017 | 2022 | - | - | - | - | - | - | - |
| ---- | ---- | - | - | - | - | - | - | - |
| 652  | 677  | - | - | - | - | - | - | - |

### Cultes
Bragny-sur-Saône appartient à la paroisse Saint-Jean-Baptiste-des-Trois-Rivières, qui relève du diocèse d'Autun et a son siège à Verdun-sur-le-Doubs.

## Culture locale et patrimoine

### Lieux et monuments
- L'église Saint-André, qui dépendait autrefois du chapitre cathédral de Chalon-sur-Saône. Le bâtiment ancien, qui ne comportait qu’une nef, fut brûlé en 1636, lors de l’invasion des troupes impériales de l’armée de Gallas. Y est notamment visible un retable du XVIIIe siècle, décoré d'une grande peinture murale réalisée en 1967 par l'artiste Michel Bouillot sur le thème de « La Pêche miraculeuse »[19] à la demande du père Jean Hermann (1923-2014), curé du lieu (les deux hommes ayant fait connaissance à Lugny, où l'un et l'autre enseignaient vers 1950[20]).
- Le château de Bragny, détruit en 1592.
- Chapelle dédiée à la Vierge, « fondée par Marguerite Léglise-Rebillard, l'an 1816 »[21].
- Croix de village, à l'intersection de la rue des Vendanges et de la départementale 171[21].
- La stèle commémorative du militant syndical et dirigeant communiste Pierre Semard, ornée d'un médaillon de bronze[22].

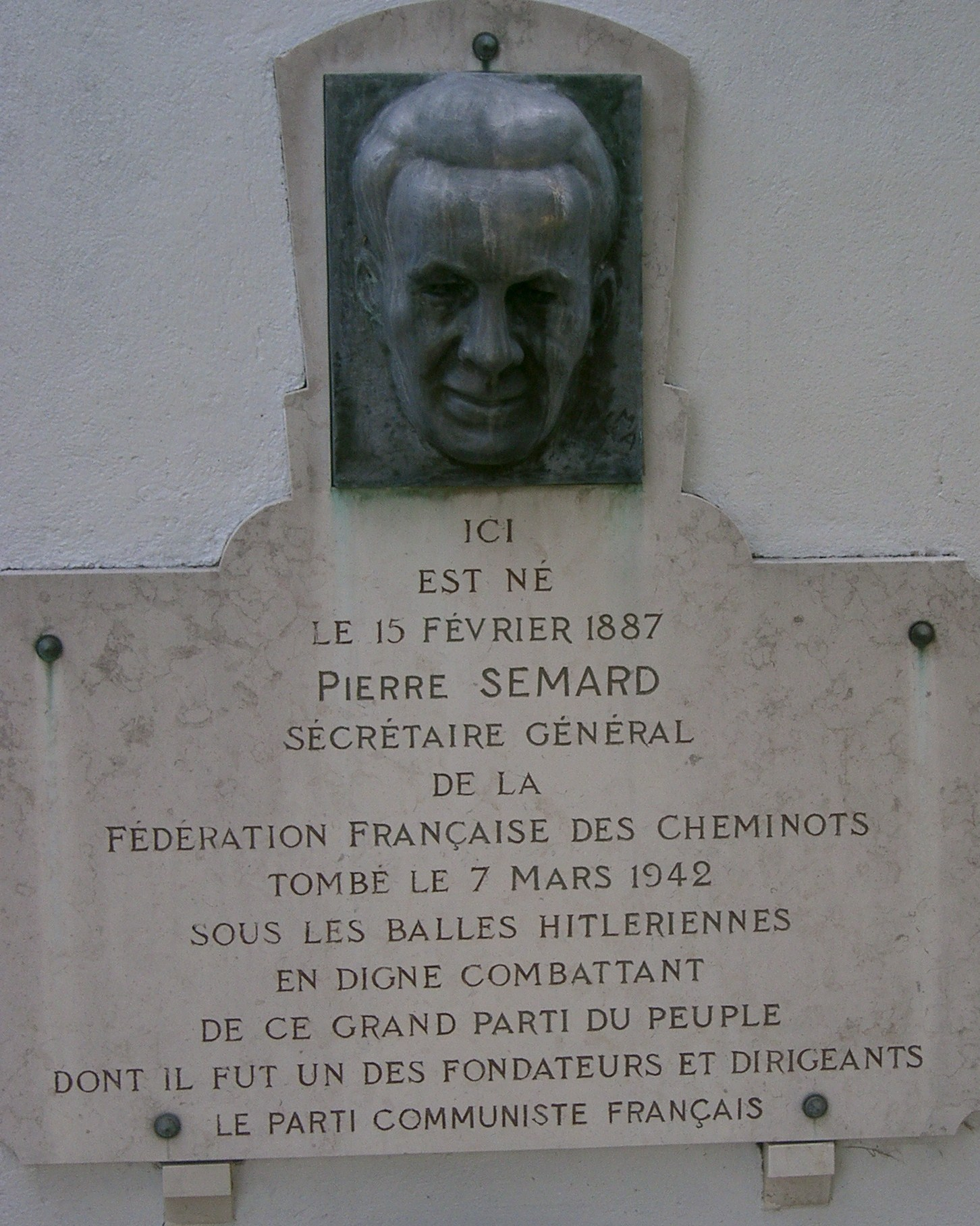
Bragny-sur-Saône - stèle de Pierre Semard.

### Personnalités liées à la commune
- Le poète Pontus de Tyard a vécu et est décédé à Bragny, vers 1605. Il y repose, dans l'église, comme le rappelle une plaque commémorative[21].
- Le militant syndical et dirigeant communiste Pierre Semard est né à Bragny-sur-Saône en 1887.
- Michel Berthaud (1845-1912), photographe, y est mort.

## Pour approfondir